# Квемо Нашоварі
Квемо Нашоварі (груз. ქვემო ნაშოვარი) — село в Грузії.
За даними перепису населення 2014 року в селі проживає 456 осіб.